# North Fort Myers
North Fort Myers è un CDP degli Stati Uniti d'America, situato nello Stato della Florida, nella contea di Lee.